# Schitul Sfântul Ilie, Săsenii Noi

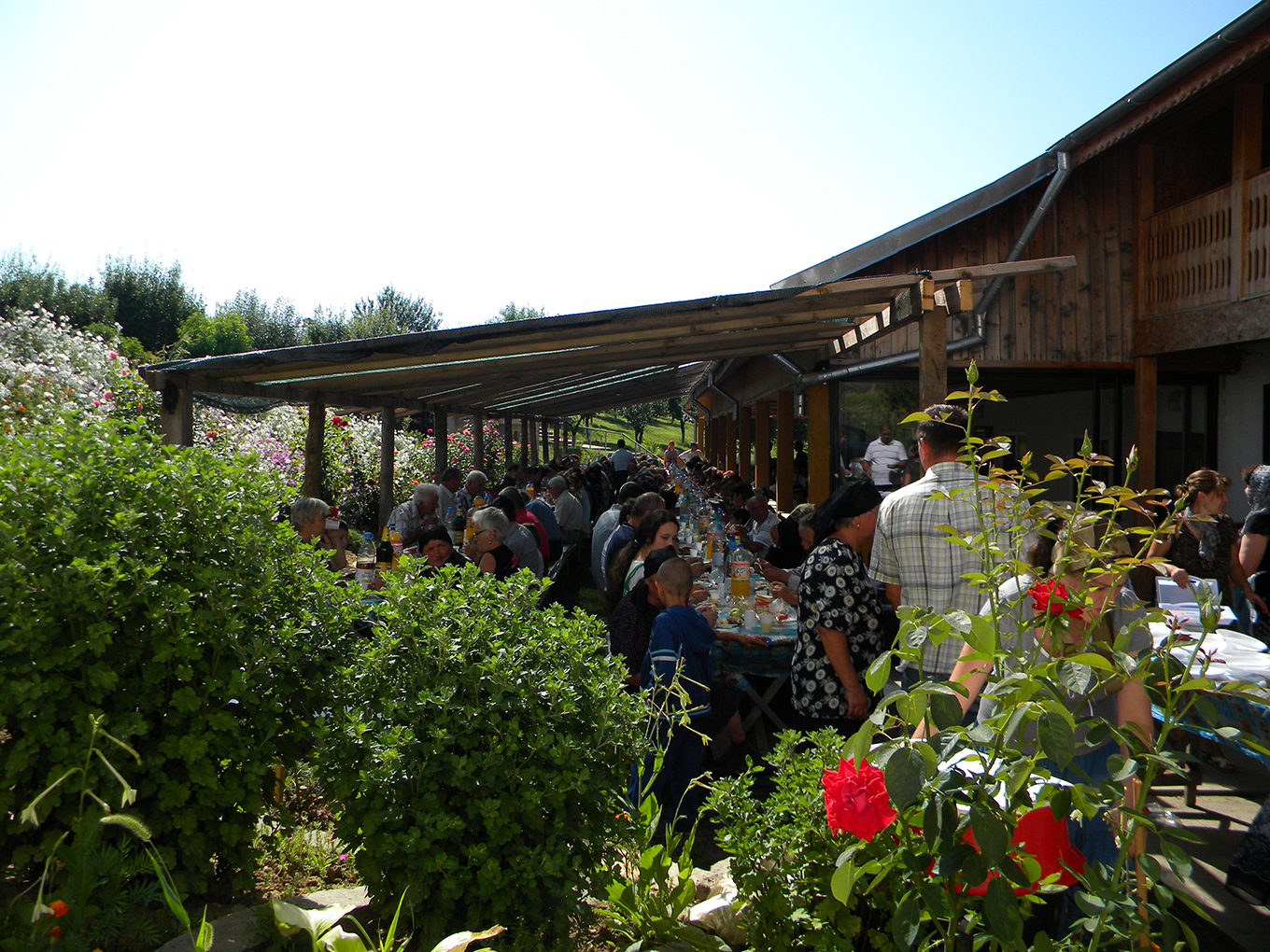
Hramul Schitului Sfantul Ilie - 20 iulie 2012

Schitul Sfântul Ilie, Săsenii Noi este un schit ortodox de călugări, cu hramul Sfântul Proroc Ilie și Sfântul Pantelimon, situat în satul Săsenii Noi, com. Vernești, jud. Buzău.

## Localizare
Schitul Sfântul Ilie este situat pe șoseaua Buzău-Nehoiu-Brașov, cu ramificație stânga Vernești-Zorești. De la  șosea se traverseaza calea ferată, se face la stânga iar după 260 de metri dreapta pe șoseaua Tisău-Pietroasele. De la km 16 și dupa traversarea canalului de irigat betonat aflat în buza dealului la 1,7 km de satul Zorești, se merge în dreapta pe un drum de câmp pietruit și abia după 1 km se ajunge la schit. La 1 km de schit se află satul Săsenii Noi.

## Istoric
Actualul schit s-a ridicat pe locul Schitului Apșoara, ctitorit inainte de anul 1700, de către căpitanul Dragomir Băncescu(mormântul său se află în interiorul sfântului locaș al Schitului Ciobănoaia) și soția sa Stana. Schitul devine metoc al Episcopiei Buzăului, apoi, după 1800, metoc al Mănăstirii Ciolanu. În anul 1870 biserica de lemn a așezământului a fost mutată, aceasta fiind în prezent biserică a Schitului Ciobănoaia, nou înființat.
Imagini cu vechea biserică ce se află în prezent la Schitul Ciobănoaia:

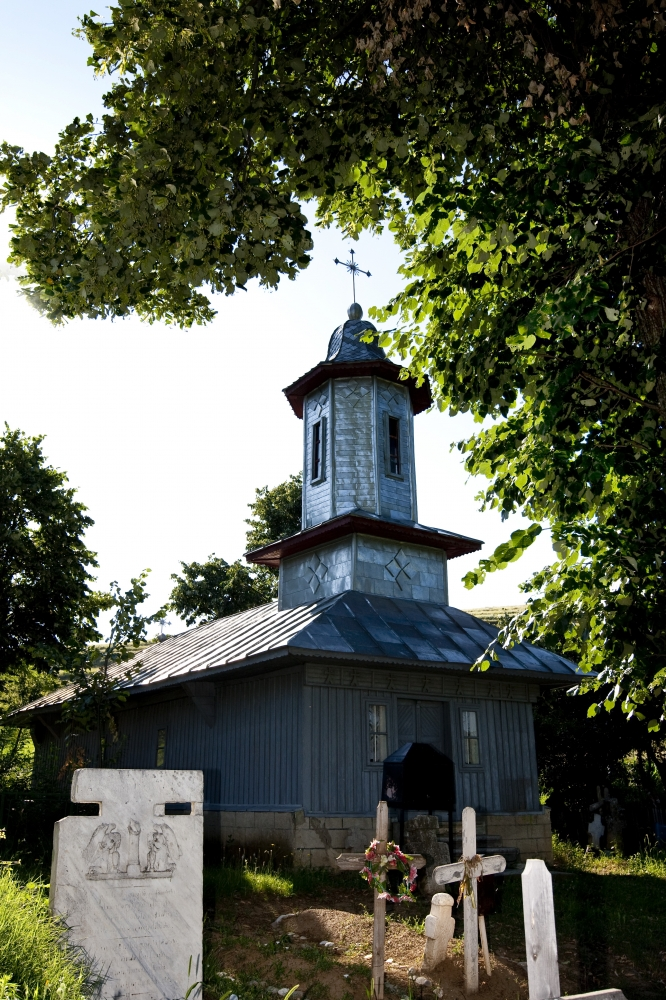
Biserica de lemn
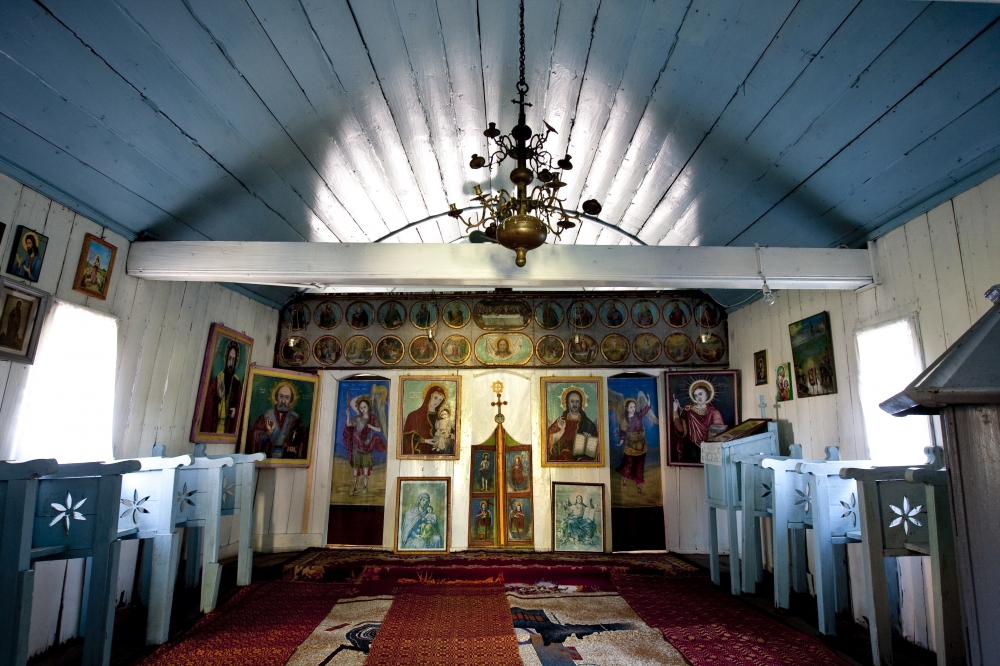
Biserica de lemn - interior
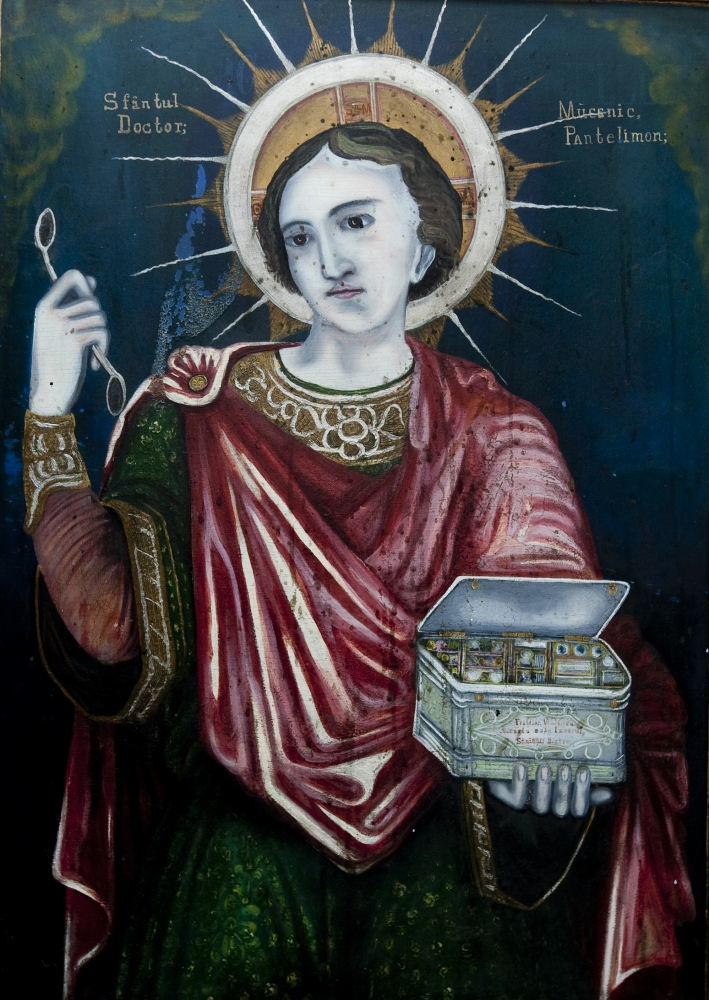
Iconă Sf. Mc. Pantelimon

În 1959 schitul a fost distrus și desființat complet de către regimul comunist, ajungând loc de depozitare al gunoaielor. Va fi reactivat în anul 1994 de către Episcopul Epifanie Norocel al Buzăului si Vrancei, acesta a ridicat o clădire ce cuprinde paraclisul și câteva chilii. La aceste lucrări a contribuit și micul sobor de călugări al schitului Sf. Ilie în frunte cu PC protosinghel Paisie Fantaziu, starețul schitului la data respectivă. Slujba de sfințire a bisericii schitului Sf. Ilie cu hramurile Sfântul Ilie și Sfântul Pantelimon a fost săvârșită de către Episcopul Epifanie înconjurat de un sobor de preoți și diaconi la 21 noiembrie 1996. La data de 16 iunie 1997 s-a făcut resfințirea cu ocazia finalizării lucrărilor de pictură. În ultimii ani s-au mai ridicat: un corp de chilii, o cramă pentru episcopie, anexe gospodărești etc. Are statutul de metoc al Arhiepiscopiei Buzăului și Vrancei.

### Detalii arhitecturale

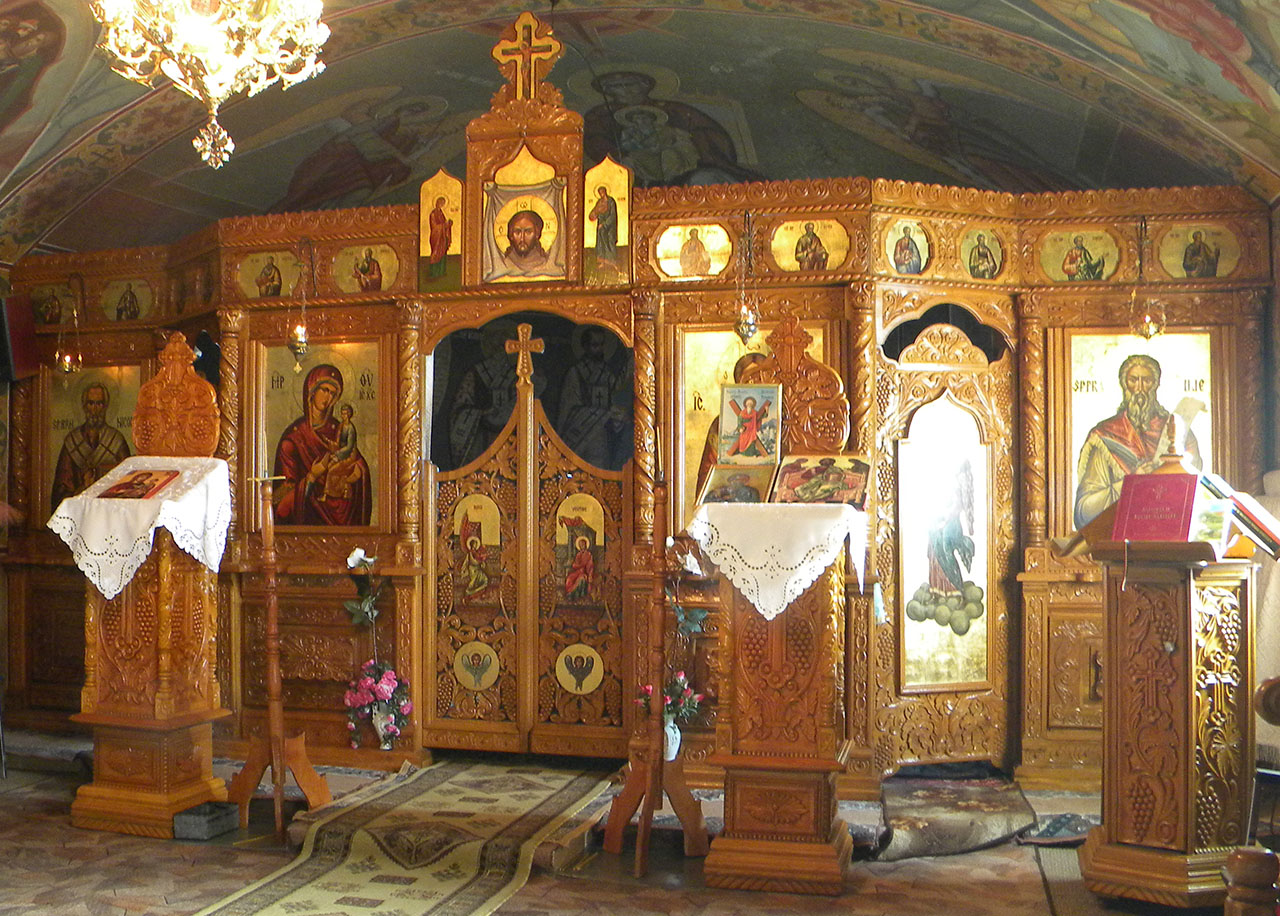
Catapteasma din biserica schitului

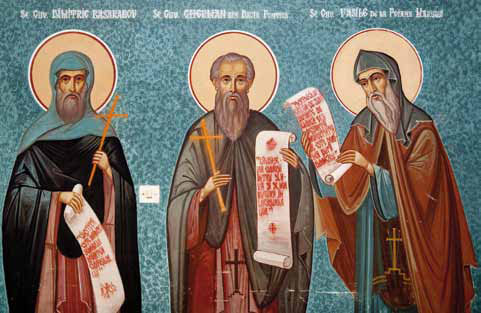
Pictură din biserică

Catapeteasma este realiză din lemn de stejar sculptat. Intrarea în pridvor se face pe o ușă din lemn in două canaturi, plasată în partea de vest a zidului. Acoperișul este din tablă zincată, iar pardoseala este de scândură. Pictura a fost realizată în anul 1997 de cuviosul arhidiacon Gabriel Sibiescu împreuna cu ucenicii săi și de cucernicul preot Petre Brașoveanu din Buzău. Clădirea pentru chilii și biserica sunt construite pe o coamă de deal iar clădirea anexă în care se gasește bucătăria, trapeza si grajdul este mai spre vale la aproape 60 de metri sud-vest. În partea de est a incintei este plantația viticolă de 5 hectare a schitului.

## Schitul în prezent
Ansamblul actual al schitului cuprinde:
- biserica schitului
- două corpuri de chilii
- trapeza
- crama
- grajdul pentru vite

Actualmente stareț al schitului este părintele Calinic Marti.

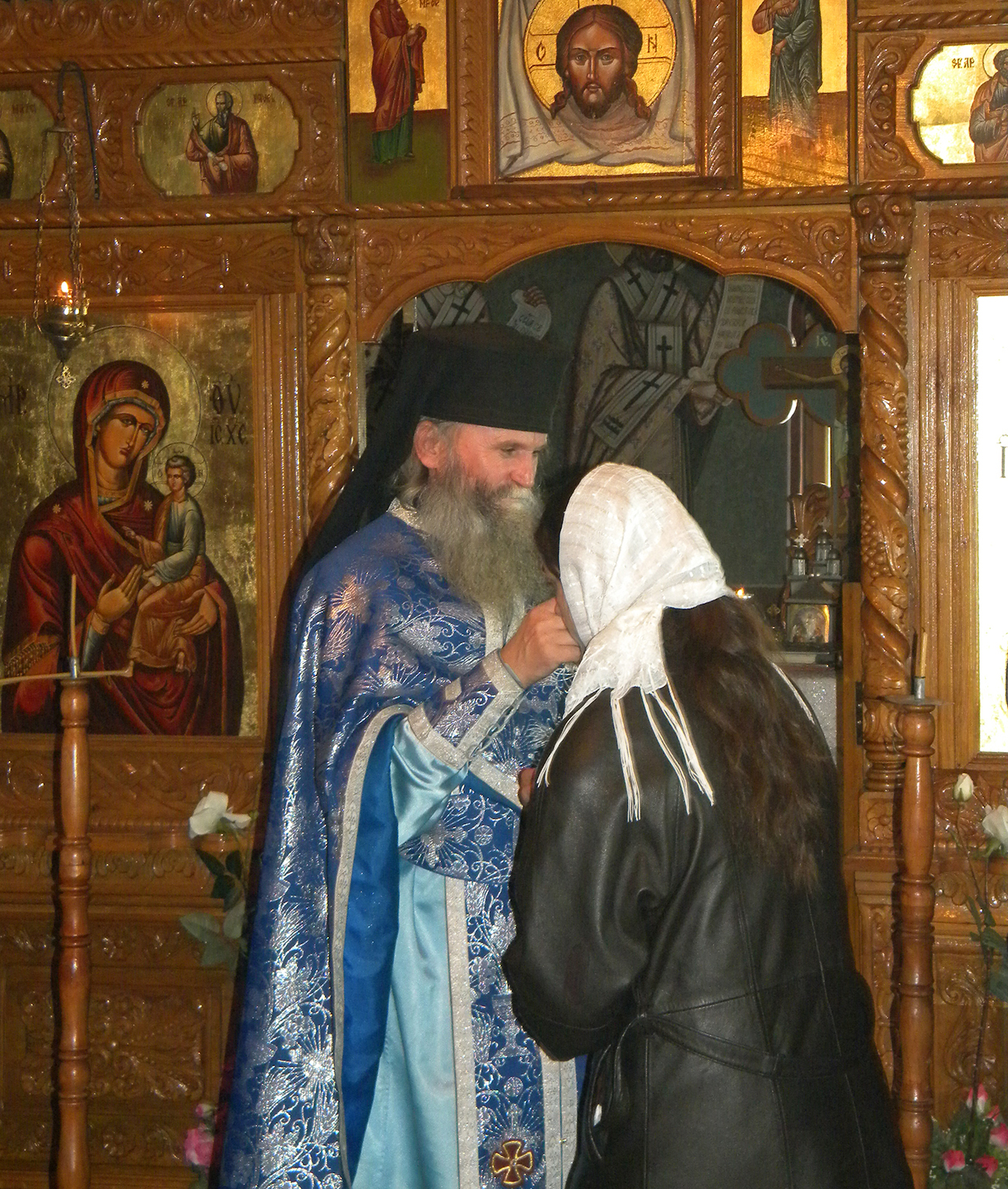
Parintele Calinic Marti miruind credincioşii
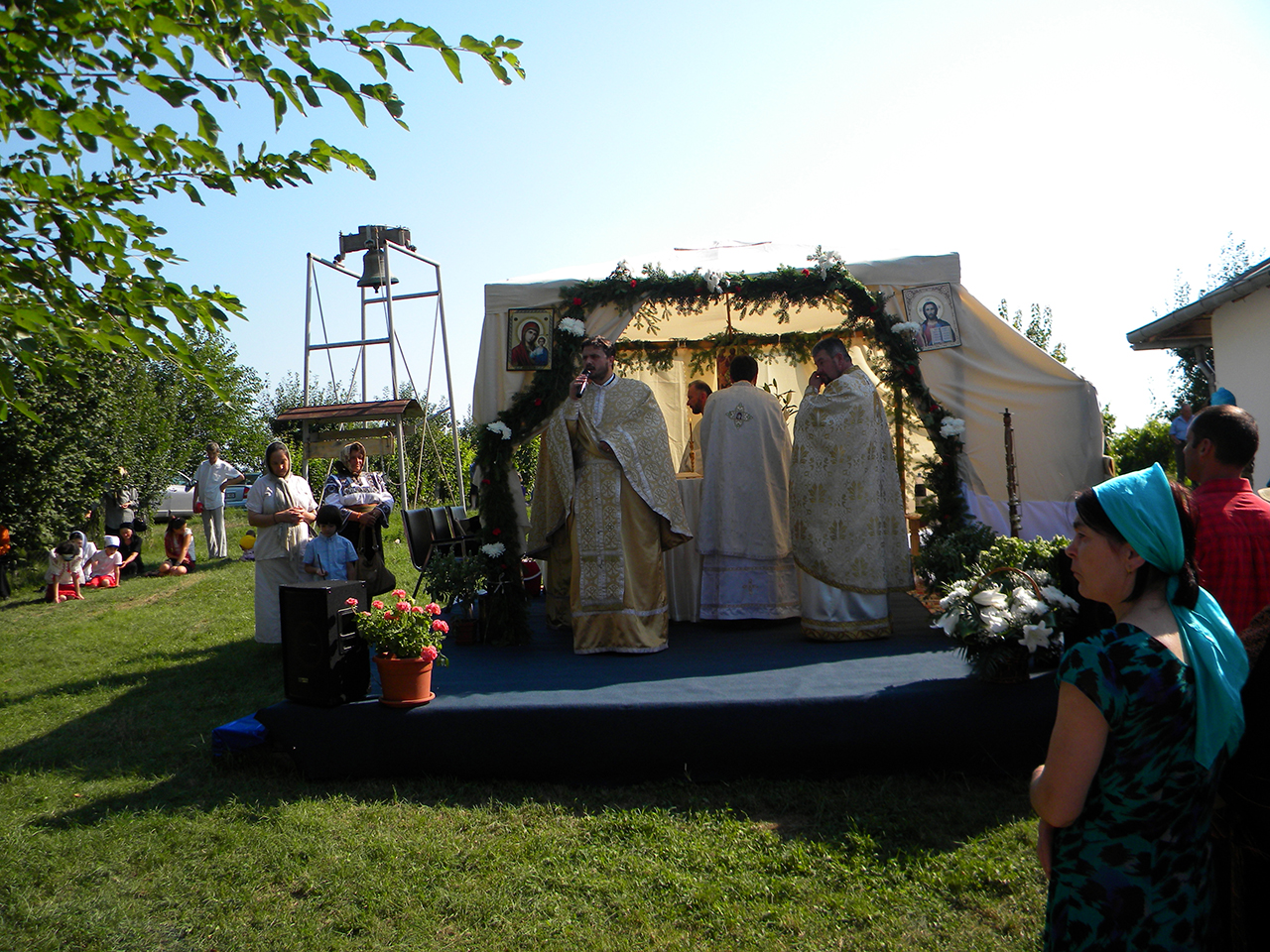
Sluja de hram - Sf. Ilie (20 iulie)
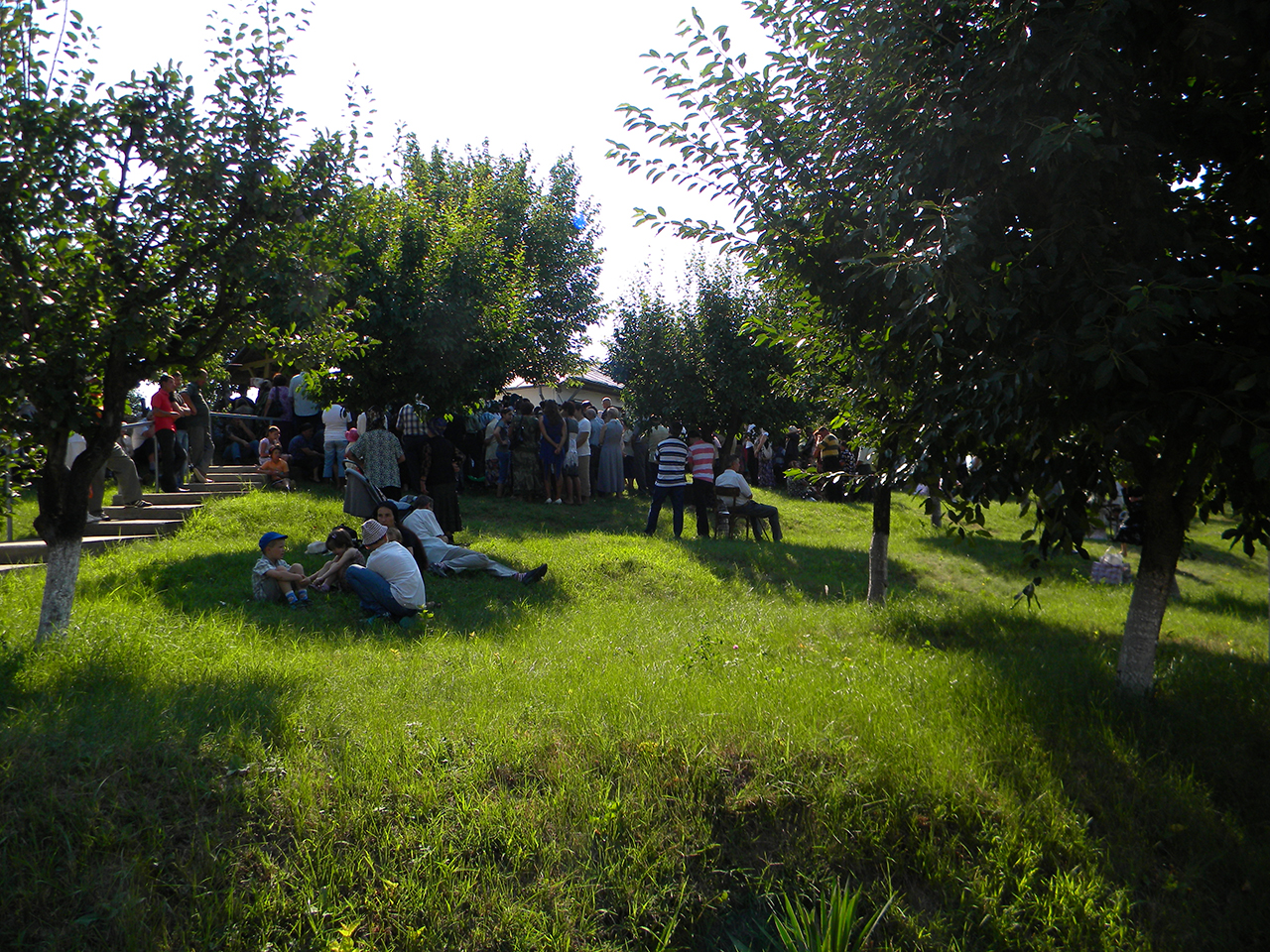
Credincioşii de hram - Sf. Ilie (20 iulie)

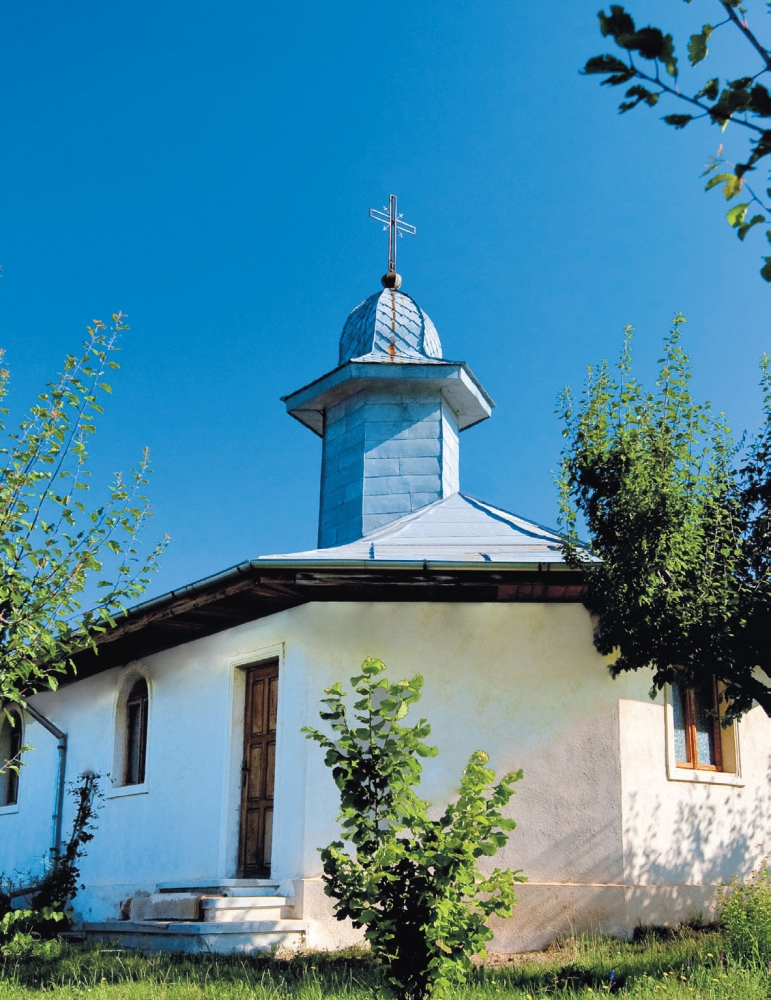
Biserica vedere spre Vest
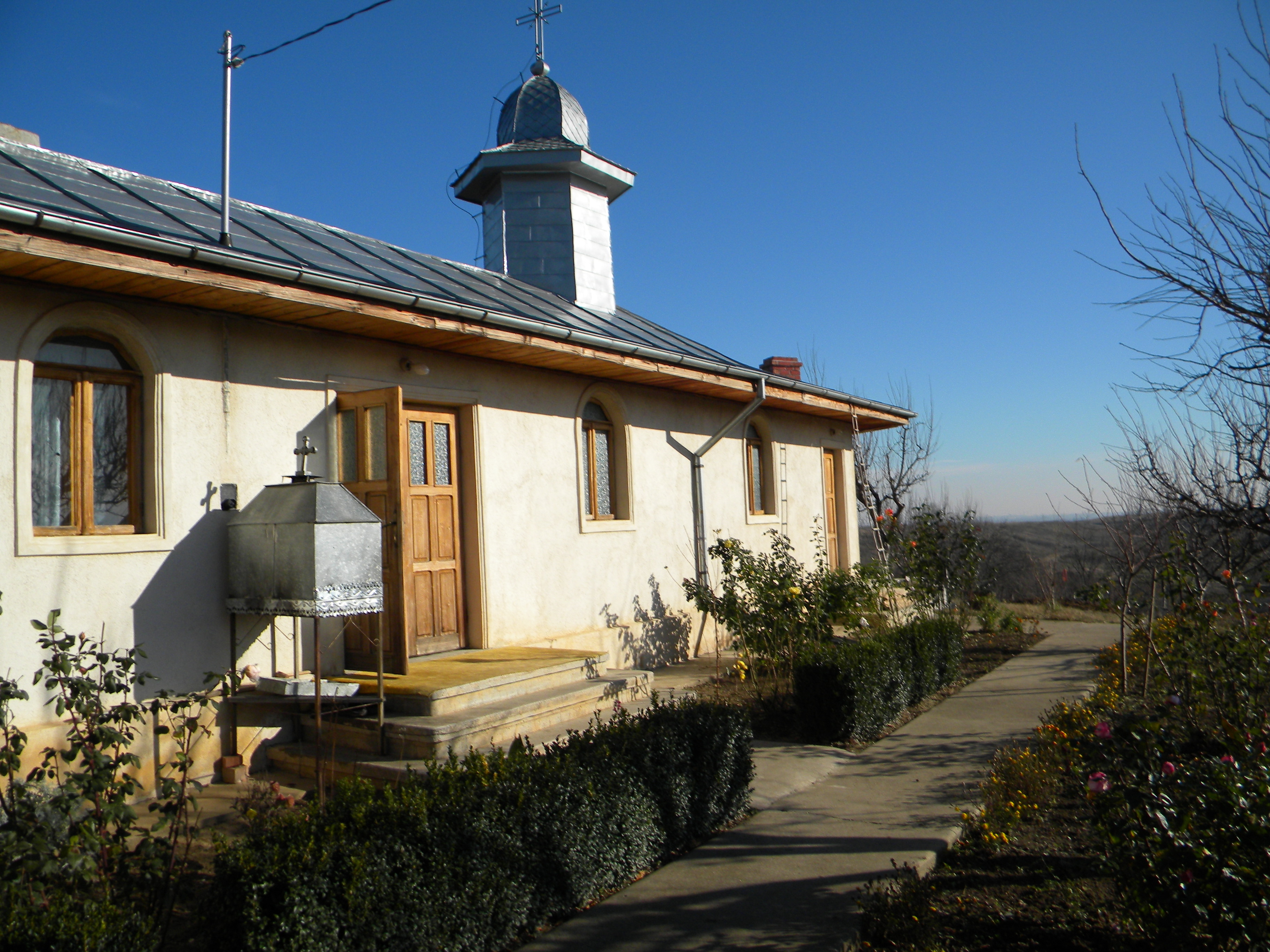
Biserica(intrarea) vedere spre Est
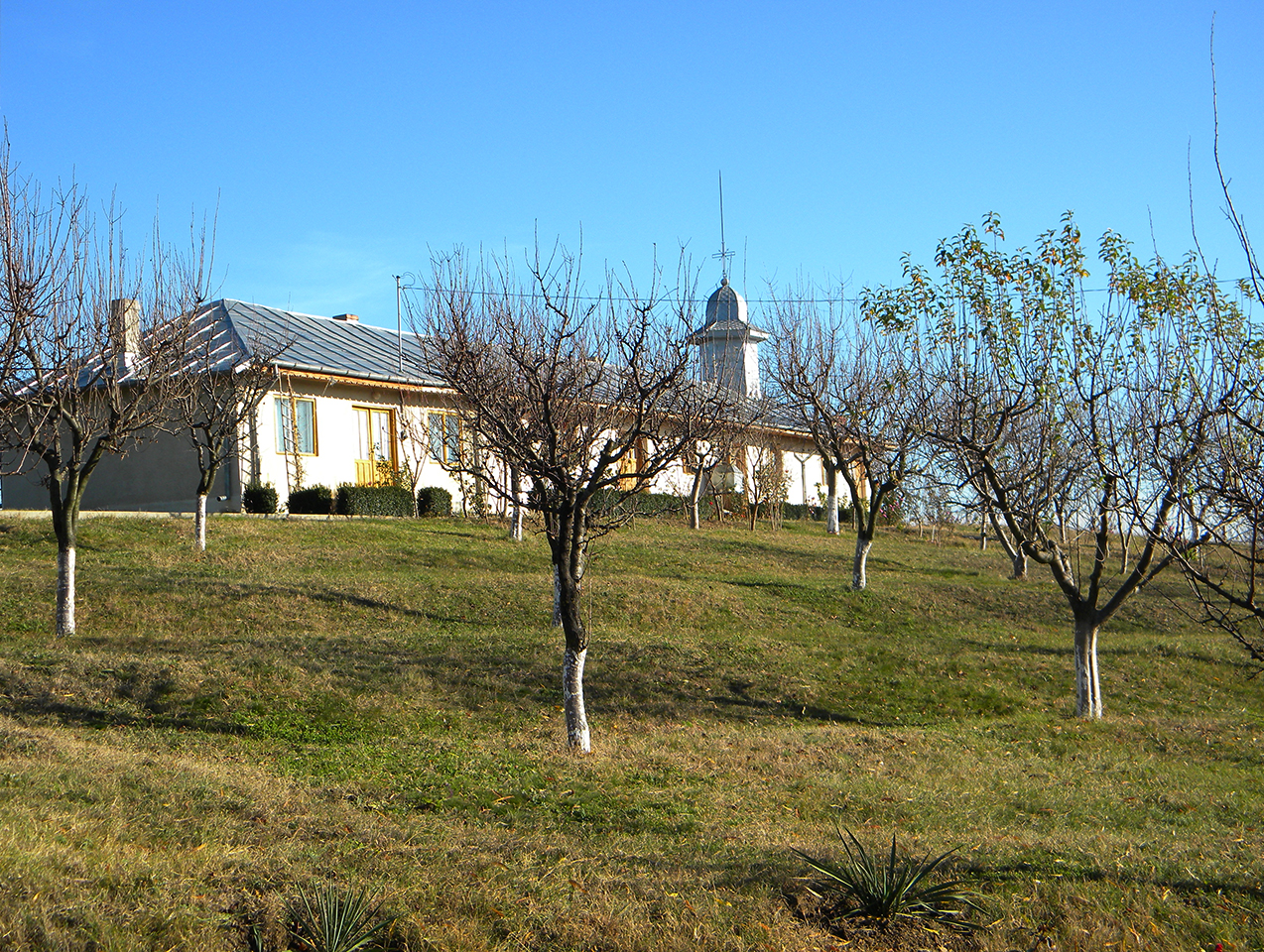
Biserica şi chiliile vedere de ansamblu
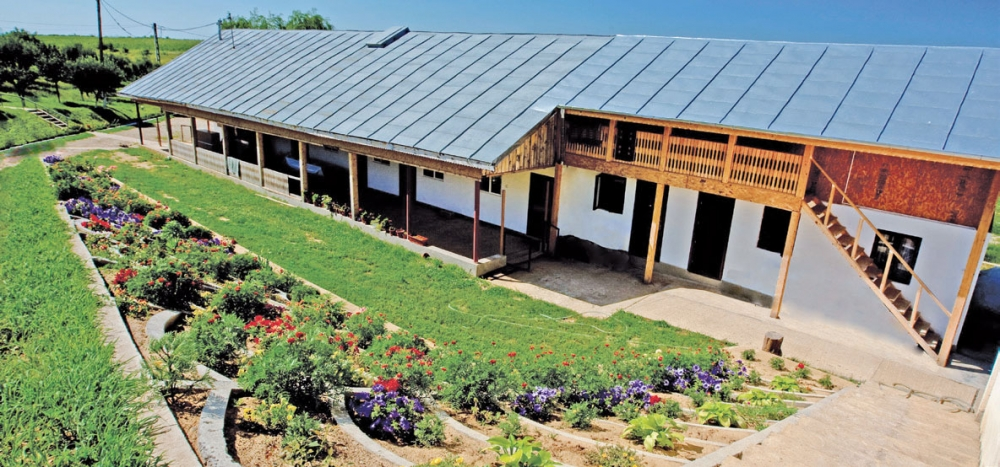
Corpul de chilii din vale